# Yael Feldman
Yael S. Feldman (în ebraică יעל פלדמן, născută Keren-Or; n. 9 ianuarie 1941, Israel) este o cercetătoare literară și profesoară universitară americană născută în Israel, cunoscută în special pentru studiile ei de literatură comparată și pentru critica literară ebraică feministă.
Ea este profesor emerit „Abraham I. Katsh” de educație și cultură ebraică la Departamentul de Studii Iudaice al New York University și profesor asociat de literatură comparată și studii de gen. Ea este, de asemenea, membru al Academiei Americane pentru Cercetarea Evreiască și cercetător invitat la Wolfson College, Cambridge. Yael Feldman a ținut prelegeri, a publicat studii științifice în publicații internaționale și a lucrat ca redactor atât al unor reviste academice, cât și al unor reviste cu subiecte generale. Domeniile sale principale de cercetare sunt cultura ebraică (biblică și modernă); istoria ideilor (în special a sionismului și a contextului în care s-a dezvoltat); studii culturale și de gen; și critica psihanalitică.

## Biografie
Feldman s-a născut în 1941 și a obținut o licență în limba și literatura ebraică și în literatura engleză la Universitatea din Tel Aviv în 1967 și o diplomă de master în literatura ebraică medievală la Hebrew College în 1976. După susținerea doctoratului în 1981 la Universitatea Columbia, și-a completat studiile postdoctorale la Centrul de Cercetare și Instruire Psihanalitică al Universității Columbia. Teza ei de doctorat, care se referea la poetul ebraico-american Gabriel Preil⁠(d) și a fost susținută, a devenit subiectul primei sale cărți: Modernism and Cultural Transfer: Gabriel Preil and the Tradition of Jewish Literary Bilingualism (1986). Lucrarea de disertație pentru obținerea titlului de master a stat la baza celei de-a doua cărți, Polaritate și paralelă: modele semantice în Qasida ebraică medievală (1987), pe care a publicat-o în limba ebraică. Teoria psihanalitică a continuat să influențeze critica ei literară, precum și studiile despre gen și narațiunile biblice și sioniste, începând cu cea de-a treia carte: Teaching the Hebrew Bible as Literature in Translation (1989) și cu articolele ulterioare.
Potrivit celor scrise de Glenda Abramson în The Oxford Handbook of Jewish Studies, Yael Feldman a fost considerată în anii 1980 drept una dintre cele mai importante cercetătoare ale feminismului literar israelian, alături de Anne Golomb Hoffman și Naomi Sokoloff. Cartea No Room of Their Own: Gender and Nation in Israeli Women's Fiction, publicată în 1999, a fost primul studiu dedicat scriitoarelor israeliene și a fost scris dintr-o perspectivă feministă, în special cea provenită din operele Virginiei Woolf și Simonei de Beauvoir. Acest studiu a fost finalist la ediția din 2000 a National Jewish Book Awards, iar traducerea lui în limba ebraică a câștigat Premiul Abraham Friedman pentru literatură ebraică în 2003. A cincea ei carte, Glory and Agony: Isaac's Sacrifice and National Narrative, este primul studiu cuprinzător despre etosul sacrificiului național în cultura ebraică modernă. Inspirată de interesul ei constant pentru impactul Bibliei asupra psiho-politicii și violenței contemporane, cartea explorează poveștile clasice și biblice despre sacrificiile realizate și potențiale (Isac, fiica lui Iefta, Ifigenia, Isus) care au hrănit miturile eroismului altruist din secolul al XX-lea. Acest studiu a fost finalist la ediția din 2010 a National Jewish Book Awards (Scholarship–Nahum M. Sarna Memorial Award). El a fost descris de Perry Meisel⁠(d) ca „o sinteză strălucită a istoriei politice și religioase, în special a istoriei statului Israel și a tradiției interpretării biblice” și de Alicia Ostriker⁠(d) ca o „lectură esențială pentru cititorii americani”. Glory and Agony a fost elogiat în Review of Biblical Literature, unde Lena-Sofia Tiemeyer a scris: „Această carte erudită, cu mai multe fațete și fascinantă ... este atât foarte plăcută, cât și foarte provocatoare, și o pot recomanda din toată inima”.

## Burse și premii
Cercetările efectuate de Yael Feldman – dublă finalistă a National Jewish Book Awards și câștigătoare a Premiului Abraham Friedman pentru literatură ebraică – au fost susținute prin diverse burse și granturi finanțate de National Endowment for the Humanities, Fulbright-Hays Program, Littauer Foundation, Centers for Advanced Jewish Studies at Oxford and PENN Universities, Lady Davis Fellowship at the Hebrew University of Jerusalem și Yad Vashem International Holocaust Research Center. 

## Activități editoriale
Feldman a îndeplinit timp de 17 ani (1985–2002) funcția de redactor pe teme de cultură și artă al Ha-do'ar, o revistă ebraică americană cu o apariție îndelungată (1921–2005). Ea a făcut parte, de asemenea, din comitetele redacționale ale revistelor academice Prooftexts, Hebrew Studies, Contemporary Women's Writings și Women in Judaism. În 1992 a fondat Grupul de discuții pentru literatura ebraică modernă [Discussion Group for Modern Hebrew Literature] în cadrul Modern Language Association of America și a fost primul lui președinte.

## Scrieri (selecție)

### Articole
Lista următoare conține o selecție a celor peste 90 de articole de revistă și capitole de carte scrise de Yael Feldman.
- „The Romantic Hebraism of Gabriel Preil”, în Prooftexts: a Journal of Jewish Literary History, vol. 2, nr. 2, mai 1982, pp. 147–162.
- „The Latent and the Manifest: Freudianism in A Guest for the Night”, în Prooftexts: a Journal of Jewish Literary History (Indiana University Press), vol. 7, nr. 1, număr special dedicat lui S. Y. Agnon, ianuarie 1987, pp. 29–39
- „Zionism: Neurosis or Cure? The "Historical" Drama of Yehoshua Sobol”, Prooftexts: a Journal of Jewish Literary History (Indiana University Press), vol. 7, nr. 2, mai 1987, pp. 145-162
- „Deconstructing the Biblical Sources in Israeli Theater: Yisurei Iyov by Hanoch Levin”, în AJS Review, 1987, 12, pp 251–277
- „The Invention of Hebrew Prose: Modern Fiction and the Language of Realism”, în Robert Alter, Modern Fiction Studies (The Johns Hopkins University Press), vol. 36, nr. 4, Winter 1990, pp. 692–693
- „Whose Story Is It, Anyway? Ideology and Psychology in the Representation of the Shoah in Israeli Literature”, în Saul Friedländer (ed.), Probing the Limits of Representation: Nazism and the "Final Solution". Harvard University Press, 1992, pp. 223–239. ISBN: 0-674-70766-4
- „Feminism under Siege: Israeli Women Writers”, în Judith Reesa Baskin (ed.), Women of the Word: Jewish Women and Jewish Writing. Wayne State University Press, 1994, pp. 323–342. ISBN: 0-8143-2423-1
- „Postcolonial Memory, Postmodern Intertextuality: Anton Shammas's Arabesques Revisited”, în PMLA, vol. 114, nr. 3 (mai 1999), pp. 373–389
- „From "The Madwoman in the Attic" to "The Women's Room": The American Roots of Israeli Feminism”, în Israel Studies, vol. 5, nr. 1, The Americanization of Israel, Spring 2000, pp. 266–286
- „From Essentialism to Constructivism? The Gender of Peace and War in Gilman, Woolf, Freud”, în Partial Answers: A Journal of Literature and History of Ideas, ianuarie 2004, pp. 113–145.
- "On the Cusp of Christianity: Virgin Sacrifice in Pseudo-Philo and Amos Oz". The Jewish Quarterly Review, vol. 97, nr. 3, Summer 2007, pp. 379–415.
- „The Land of Issac? From 'Glory of Akedah' to 'Issac's Fear'”, în Shma: A Journal of Jewish Ideas, septembrie 2011, pp. 16–17.[21]
- „Between Genesis and Sophocles: Biblical Psycho-politics in A. B. Yehoshua's Mr. Mani”, în vol. History and Literature: New Readings of Jewish Texts în onoarea lui Arnold Band, William Cutter și David Jacobson (ed.), Brown UP, 2002, pp. 451-464.
- „On the Cusp of Christianity: Virgin Sacrifice in Pseudo-Philo and Amos Oz”, în JQR, 97: 3 (Summer 2007): pp. 379-415.
- „’Not as Sheep Led to Slaughter’?: On Trauma, Selective Memory, and the Making of Historical Consciousness”, în Jewish Social Studies (2013), pp. 139-169.
- „Deliverance Denied: Isaac’s Sacrifice in Israeli Arts and Culture - a Jewish-Christian Exchange?”, în The Bible Retold, Leneman and Walfish (ed.), 2015, pp. 85-117.
- „‘Flavius on Trial in Mandate Palestine, 1932-1945”, în Josephus in Modern Jewish Culture, Andrea Schatz (ed.); Giuseppe Veltri's series, Studies in Jewish History and Culture, Brill (2019), pp. 309-329.
- „Women, Blacks, Jews: Overcoming Otherness -- the Impact of Beauvoir, Sartre, and Fanon on Israeli Gender Discourse”, în Sartre, Jews, and the Other, Vidal Sassoon Studies in Antisemitism, Racism, and Prejudice, vol. I, Manuela Consonni și Vivian Liska (ed.), de Gruyter (2020), pp. 252-270.

### Cărți
- Modernism and Cultural Transfer: Gabriel Preil and the Tradition of Jewish Literary Bilingualism. (Cincinnati: Hebrew Union College Press, 1986) ISBN: 0-87820-409-1[22]
- Polarity and Parallel: Semantic Patterns in the Medieval Hebrew Qasida (publicată în ebraică sub titlul: בין הקטבים לקו המשווה : שירת ימי־הביניים : תבניות סמאנטיות בשיר המורכב). Tel Aviv: Papyrus, 1987
- Teaching the Hebrew Bible as Literature in Translation, coeditor. New York: MLA Publications, 1989. ISBN: 978-0-87352-523-7
- No Room of Their Own: Gender and Nation in Israeli Women's Fiction. New York: Columbia University Press, 1999. ISBN: 0-231-11146-0. Finalistă a National Jewish Book Award, 1999 [categorie: Studii despre femei].
  - Traducerea în ebraică realizată de Michal Sapir sub titlul ללא חדר משלהן: מגדר ולאומיות ביצירתן של סופרות ישראליות: עמליה כהנא כרמון,שולמית הראבן, שולמית לפיד, רות אלמוג, נתיבה בן-יהודה [Lelo heder mishelahen: Migdar uleumiut biyetziratan shel sofrot israeliyot, Tel Aviv: Hakibbutz Hameuhad, 2002] a obținut Premiul Memorial Abraham Friedman în 2003.
- Glory and Agony: Isaac's Sacrifice and National Narrative. Stanford UP, California: Stanford University Press, 2010. ISBN: 978-0-8047-5902-1. Finalistă a National Jewish Book Award, 2010 [categorie: Bursă].